# Paz de Ariporo
Paz de Ariporo är en kommun i Colombia.   Den ligger i departementet Casanare, i den centrala delen av landet, 280 km nordost om huvudstaden Bogotá. Antalet invånare är 27 146.